# Alonso Ortiz
Alonso Ortiz (1455- 1507/1517) foi cônego da catedral de Toledo e doutor em direito canônico e civil pela Universidade de Salamanca. Durante sua vida, Ortiz exerceu a função de capelão dos reis católicos contemporâneos tendo nutrido uma relação muito próxima com a rainha Isabel.
Ortiz foi um notório produtor de textos, muitos dos quais sobreviveram até os dias atuais e são fontes de estudos. Sua proximidade com alguns dos mais importantes protagonistas da política da época viabilizou a produção e impressão dos textos.